# Khaled Nashef
Khaled Nashef (arabisch خالد ناشف, DMG Ḫālid Nāšif; * 13. Januar 1942 in Tulkarm; † 11. Februar 2009 in Amman) war ein palästinensischer Altorientalist und Vorderasiatischer Archäologe.
Er wurde 1976 promoviert und war von 1978 bis 1987 an der Universität Tübingen für den Tübinger Atlas des Vorderen Orients tätig. Anschließend lehrte er an der  Birzeit University in Palästina, wo er Direktor des Palestinian Institute of Archaeology war.

## Schriften (Auswahl)
- Die Orts- und Gewässernamen der mittelbabylonischen und mittelassyrischen Zeit. Reichert, Wiesbaden 1982. ISBN 3-88226-152-8. Répertoire géographique des textes cunéiformes 5 = Tübinger Atlas des Vorderen Orients Beihefte B 7
- Babylonien und Assyrien in der zweiten Hälfte des zweiten Jahrtausends v. Chr. Reichert, Wiesbaden 1983. ISBN 3-88226-674-0. Tübinger Atlas des Vorderen Orients B 3, 7
- Rekonstruktion der Reiserouten zur Zeit der altassyrischen Handelsniederlassungen. Reichert, Wiesbaden 1987. ISBN 3-88226-423-3. Tübinger Atlas des Vorderen Orients  Beihefte B 83
- Die Orts- und Gewässernamen der altassyrischen Zeit. Reichert, Wiesbaden 1991. ISBN 3-88226-465-9. Répertoire géographique des textes cunéiformes 4 = Tübinger Atlas des Vorderen Orients Beihefte B 7

| Personendaten    | Personendaten                                                     |
| ---------------- | ----------------------------------------------------------------- |
| NAME             | Nashef, Khaled                                                    |
| ALTERNATIVNAMEN  | خالد ناشف (arabisch)                                              |
| KURZBESCHREIBUNG | palästinensischer Altorientalist und Vorderasiatischer Archäologe |
| GEBURTSDATUM     | 13. Januar 1942                                                   |
| GEBURTSORT       | Tulkarm                                                           |
| STERBEDATUM      | 11. Februar 2009                                                  |
| STERBEORT        | Amman                                                             |